# O Conto da Mulher Brasileira
O conto da mulher brasileira é uma coletânea de contos organizada por Edla Van Steen e publicada em 1978. O livro reúne grandes autoras femininas brasileiras vivas em 1973.
Contém grandes nomes da literatura, como Lygia Fagundes Telles, Nélida Piñon e Hilda Hilst, entre outras. Dos 19 contos, dois são os que mais causam tumultos: K de Know-how e Lucas Naim, de linguagem difícil e com o texto escrito sem ordem (começo, meio e fim). Em geral, os outros 17 textos são de simples de interpretação, sendo que a maioria têm uma protagonista feminista bem sucedida, ou uma dona de casa infeliz que no final se rebela.